# Maubeuge
Maubeuge [mobøʒ] (niederländisch Mabuse; deutsch Malbode) ist eine französische Stadt mit 28.879 Einwohnern (Stand 1. Januar 2022) im Département Nord in der Region Hauts-de-France. Sie liegt auf beiden Seiten des Flusses Sambre, der hier kanalisiert ist.

## Geografie
Die Industriestadt Maubeuge liegt an der schiffbaren Sambre, nur wenige Kilometer von der Grenze zu Belgien entfernt und umschlossen vom Regionalen Naturpark Avesnois. Die nächsten größeren Städte sind Mons (17 Kilometer nördlich), Charleroi (28 Kilometer nordöstlich) und Valenciennes (28 Kilometer westlich). Umgeben wird Maubeuge von den Nachbargemeinden Gognies-Chaussée und Mairieux im Norden, Élesmes im Nordosten, Assevent und Rousies im Osten, Louvroil im Süden, Neuf-Mesnil im Westen sowie Feignies im Nordwesten. Im Nordosten hat das Gebiet der Stadt einen Anteil am Flugplatz Aérodrome de Maubeuge-Vieux-Reng-Élesmes.

## Geschichte

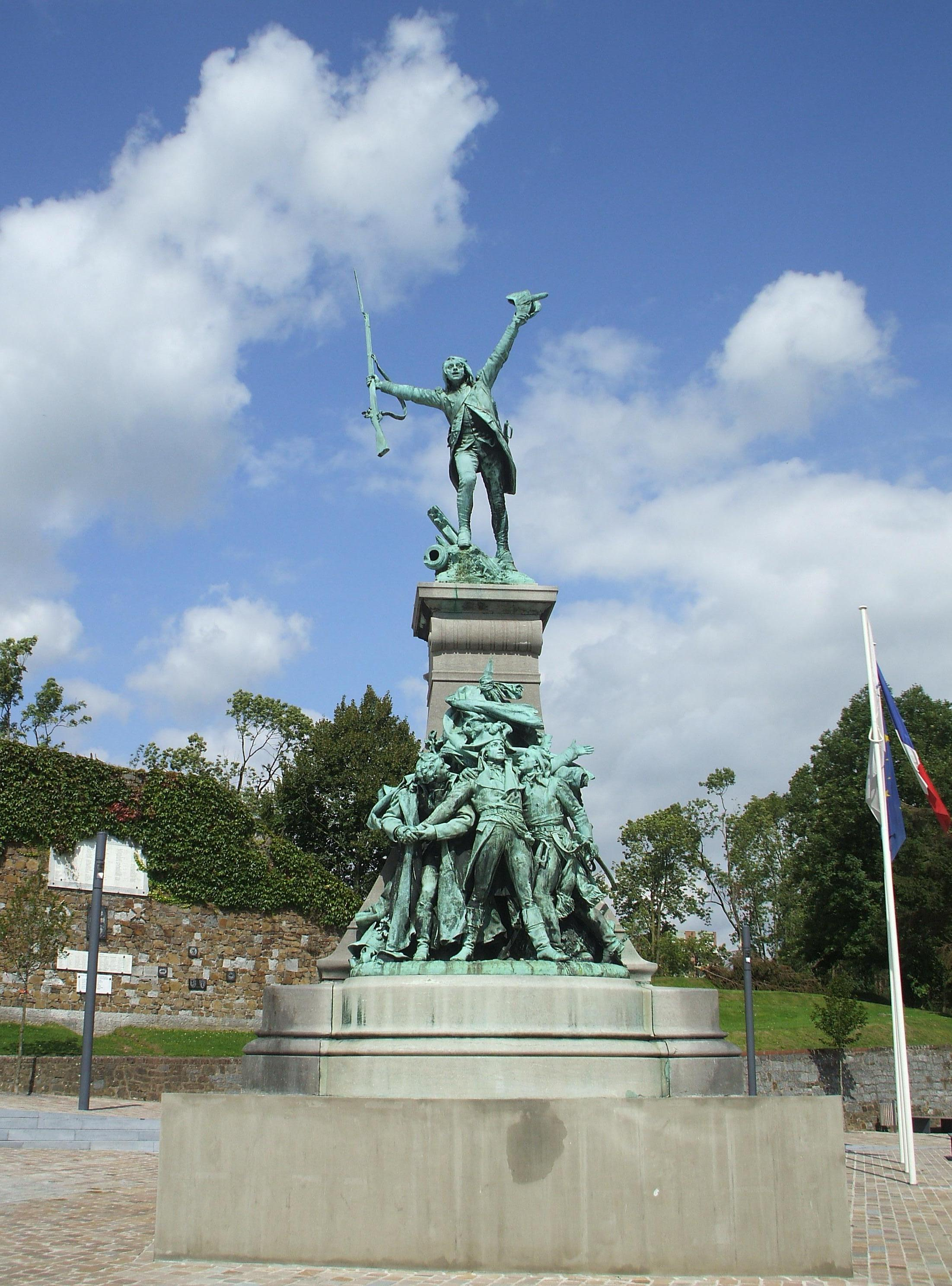
Sieger von Wattignies

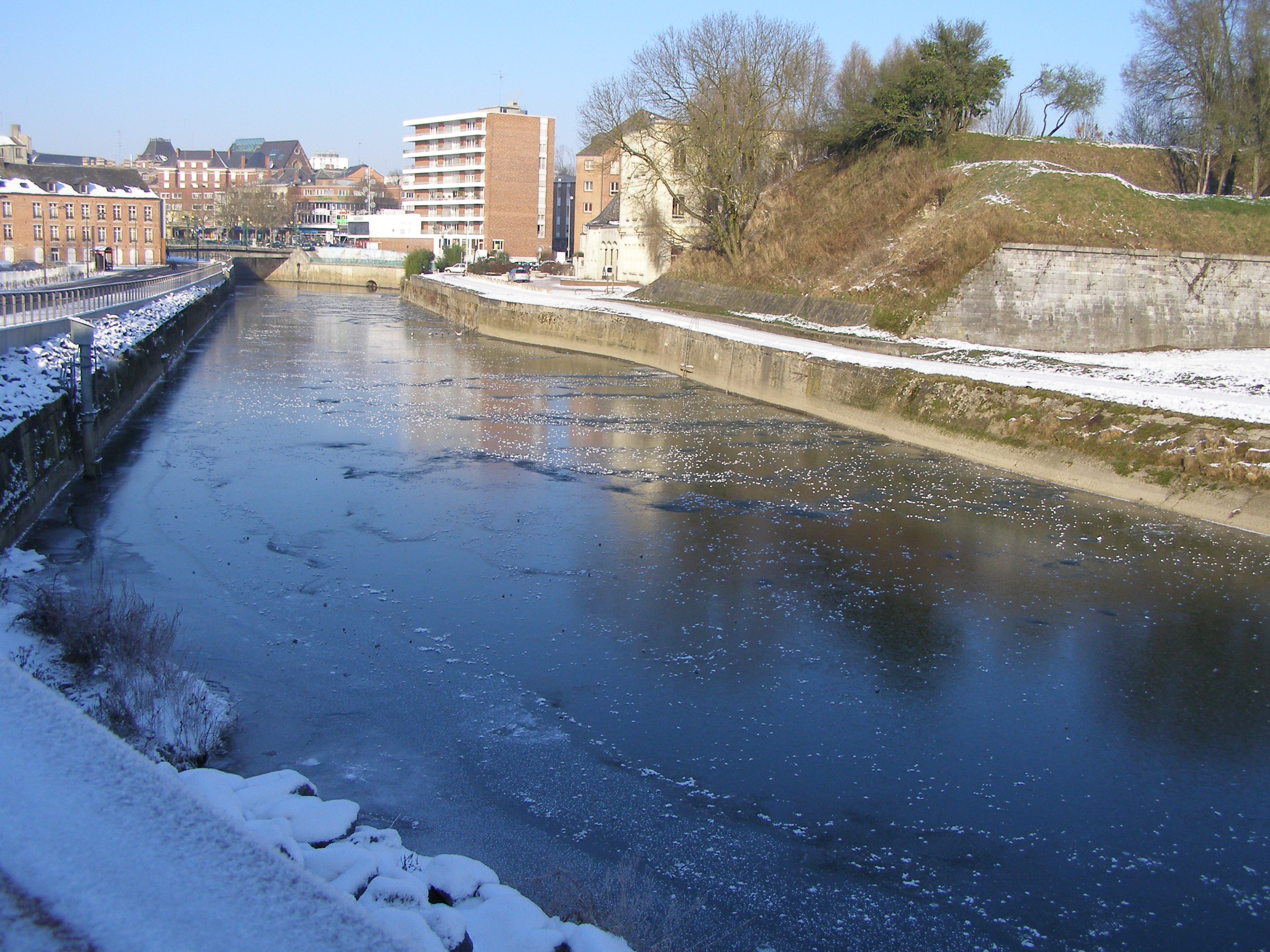
Die Sambre in Maubeuge

Maubeuge (lateinisch: Malbodium) verdankt seinen Ursprung einem Doppelkloster für Mönche und Nonnen, das um 661 von der Heiligen Adelgunde, einer Merowingerin (frz. Sainte Adelgonde), gegründet wurde, deren Reliquien in der Kirche verwahrt werden. Genau dieses Kloster wird 870 im Vertrag von Meerssen genannt, als es dem neuen Reich Karls des Kahlen zugeteilt wird (= erste sichere urkundliche Erwähnung in Regesta Imperii I., 1480). Die Stadt gehörte in der Folge zur Grafschaft Hainaut. Sie wurde niedergebrannt von Ludwig XI., von Franz I. und von Heinrich II. von Frankreich. Schließlich wurde sie 1678 im Frieden von Nimwegen Frankreich (damals unter Ludwig XIV.) zugesprochen.
Als eine Stadtfeste ist Maubeuge eine alte Bastionsbefestigung, die als Zentrum eines umfassten Lagers mit ca. 25 Kilometer Durchmesser diente. Sie wurde zum größten Teil nach dem Krieg von 1870/71 erbaut; nach dem Aufkommen der Brisanzgranate um 1890 wurde sie modernisiert und verstärkt (wie viele andere Festungen auch, siehe z. B. Barrière de fer).
Unter Ludwig XIV. wurde die Stadt von Vauban zur Festung ausgebaut. Im Ersten Koalitionskrieg wurde sie 1793 vom österreichischen Prinzen Friedrich Josias von Sachsen-Coburg-Saalfeld belagert. Diese Blockade endete dank des Sieges der Franzosen in der Schlacht bei Wattignies vom 15. und 16. Oktober 1793. An diese Ereignisse erinnert ein Denkmal in der Stadt.
Auch im Juni 1794 fand eine Schlacht bei Maubeuge statt.
1814 wurde Maubeuge von einem Heer der Koalition erfolglos belagert. Bei einer erneuten Belagerung kapitulierte sie am 18. Juni 1815, drei Tage nach der Schlacht bei Waterloo.
Nach dem Deutsch-Französischen Krieg von Juli 1870 bis Mai 1871 entstand nach Plänen des Generals und Militäringenieurs Séré de Rivières der Festungsring von Maubeuge: das Fort de Leveau in Feignies, fünf weiteren Festungen und sechs Zwischenwerke. Er wurde um die von Vauban (1633–1707) erbaute Zitadelle angelegt und galt als große Stütze der Grenzverteidigung.

### Erster Weltkrieg

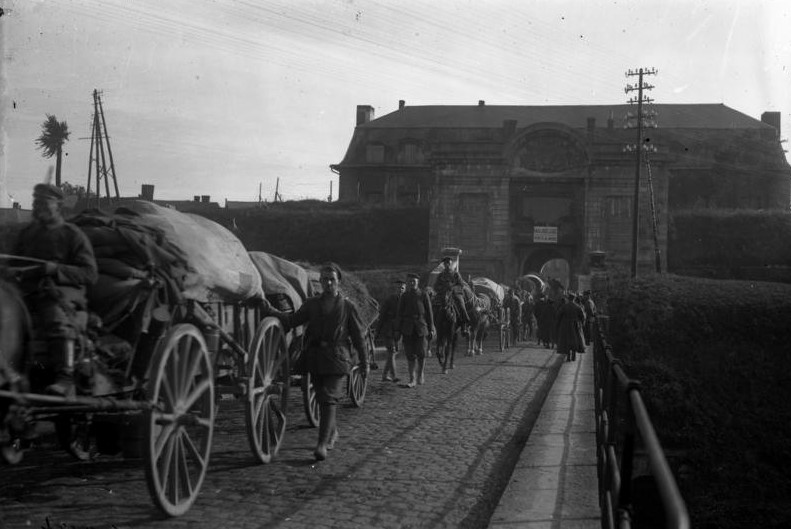
Deutsche Soldaten während der Besetzung im Ersten Weltkrieg, 1914

Zu Beginn des Ersten Weltkrieges überfiel das Deutsche Heer am 4. August 1914 das neutrale Belgien, um dem Schlieffen-Plan folgend mit Infanterie, Kavallerie und Artillerie Belgien zu durchqueren, und dann nach Paris vorzustoßen. Davon erhoffte man sich einen raschen Sieg über Frankreich. Obwohl die Alliierten versuchten, die deutschen Truppen bei Lüttich und Namur aufzuhalten (siehe Grenzschlachten#Erster Weltkrieg), ging der deutsche Vormarsch in Richtung französisch-belgischer Grenze weiter.
Vom 28. August bis 8. September 1914 wurde die Festung Maubeuge von deutschen Truppen belagert (Belagerung von Maubeuge). Diese erste Belagerung im Ersten Weltkrieg auf dem Territorium Frankreichs endete durch Kapitulation der Festung.
Am 28. August 1914 stießen 60.000 deutsche Soldaten auf den Festungsring von Maubeuge und begannen sofort mit dessen Belagerung. Die Artillerie beschoss und zerschoss die Verteidigungsanlagen nach und nach mit ihren Granaten. Mit ihrem veralteten Material konnte die französische Verteidigung sich nicht adäquat wehren. Am 7. September gab der Festungsgouverneur General Joseph Fournier die Kapitulation bekannt; diese wurde am 8. September wirksam. Die Belagerung von Maubeuge dauerte mehr als zwei Wochen; die Deutschen machten bei der Kapitulation der Festungsstadt etwa 45.000 Gefangene.
Ein Museum im Fort de Leveau in Feignies informiert heute über die Geschichte der Festungsanlage.

### Zweiter Weltkrieg
Während des Zweiten Weltkriegs wurde die Festungsstadt, die von der 101e division d’infanterie de forteresse verteidigt wurde, ab den ersten Tagen des Westfeldzugs 1940 aus der Luft und später am Boden angegriffen und am 23. Mai durch die Wehrmacht eingenommen. Im historischen Zentrum wurden bei den Kämpfen 90 % der Gebäude zerstört.
Am 2. September 1944 befreiten US-Truppen unter General Maurice Rose Maubeuge; am gleichen Tag schlossen sie im Kessel von Mons zahlreiche deutsche Truppen ein. Die United States Army Air Forces nutzten anschließend Advanced Landing Ground ALG A-88, so die alliierte Codebezeichnung des Flugplatzes Maubeuge, zwischen Mitte September 1944 und Mitte Februar 1945 als Stützpunkt von Transportflugzeugen.

## Bevölkerungsentwicklung
| Jahr                       | 1962   | 1968   | 1975   | 1982   | 1990   | 1999   | 2011   | 2020   |
| Einwohner                  | 27.214 | 32.028 | 35.399 | 36.061 | 34.989 | 33.546 | 31.103 | 29.625 |
| Quellen: Cassini und INSEE |        |        |        |        |        |        |        |        |

## Sehenswürdigkeiten
- Kirche Saints-Pierre-et-Paul
- Kirche Sacré Cœur
- Stadttor Porte de Mons
- Theater

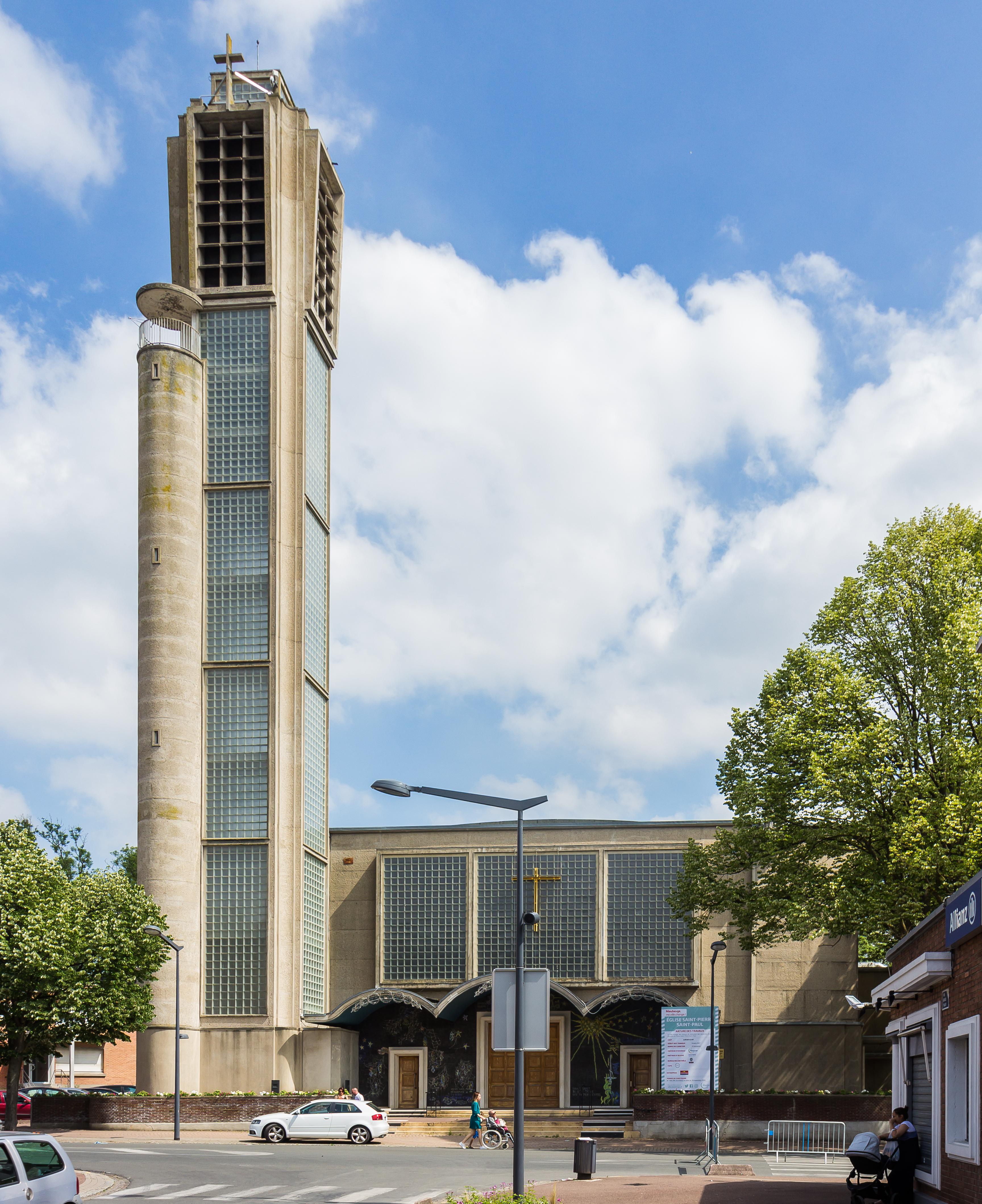
Kirche Saint-Pierre-et-Saint-Paul
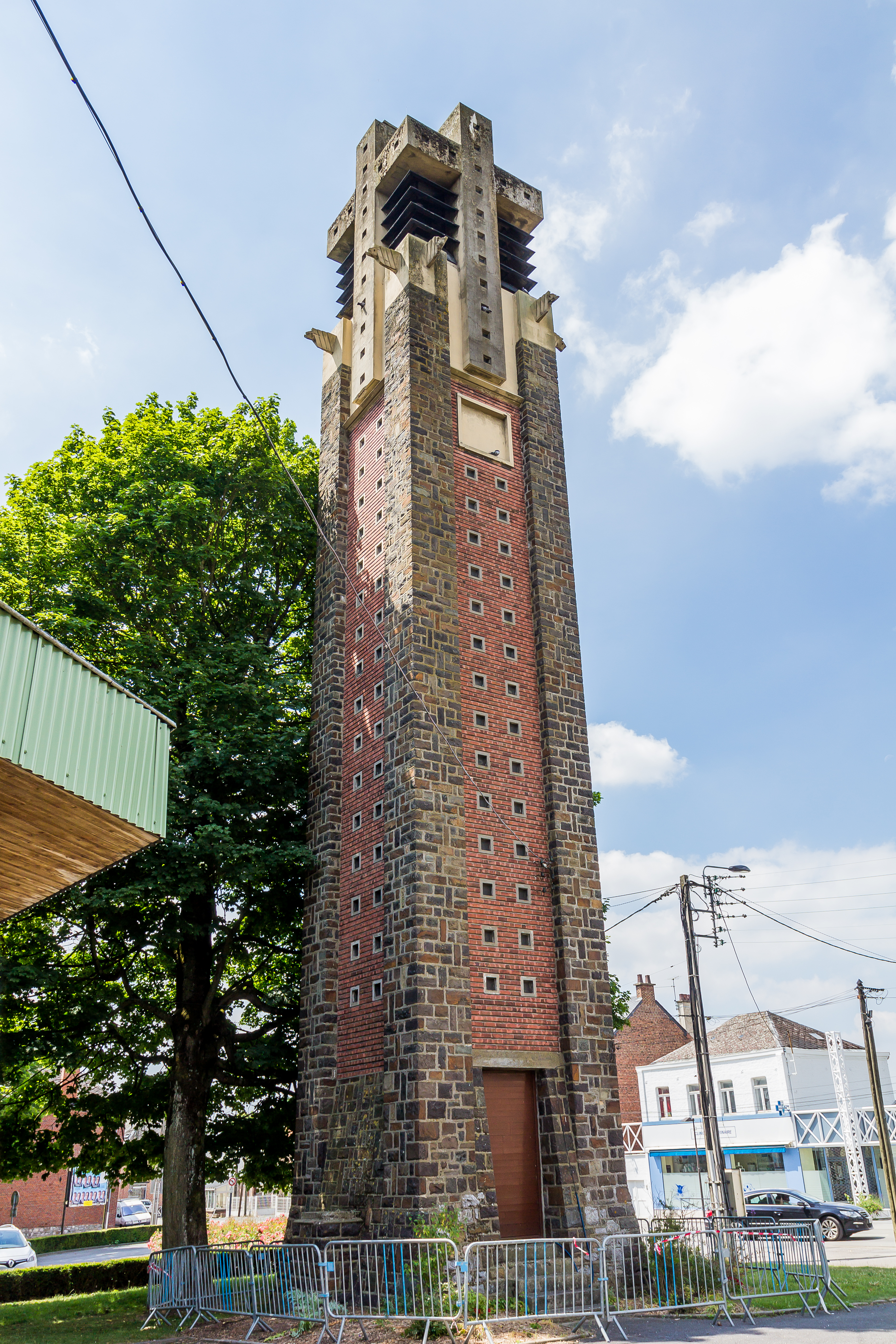
Kirche Sacré Cœur
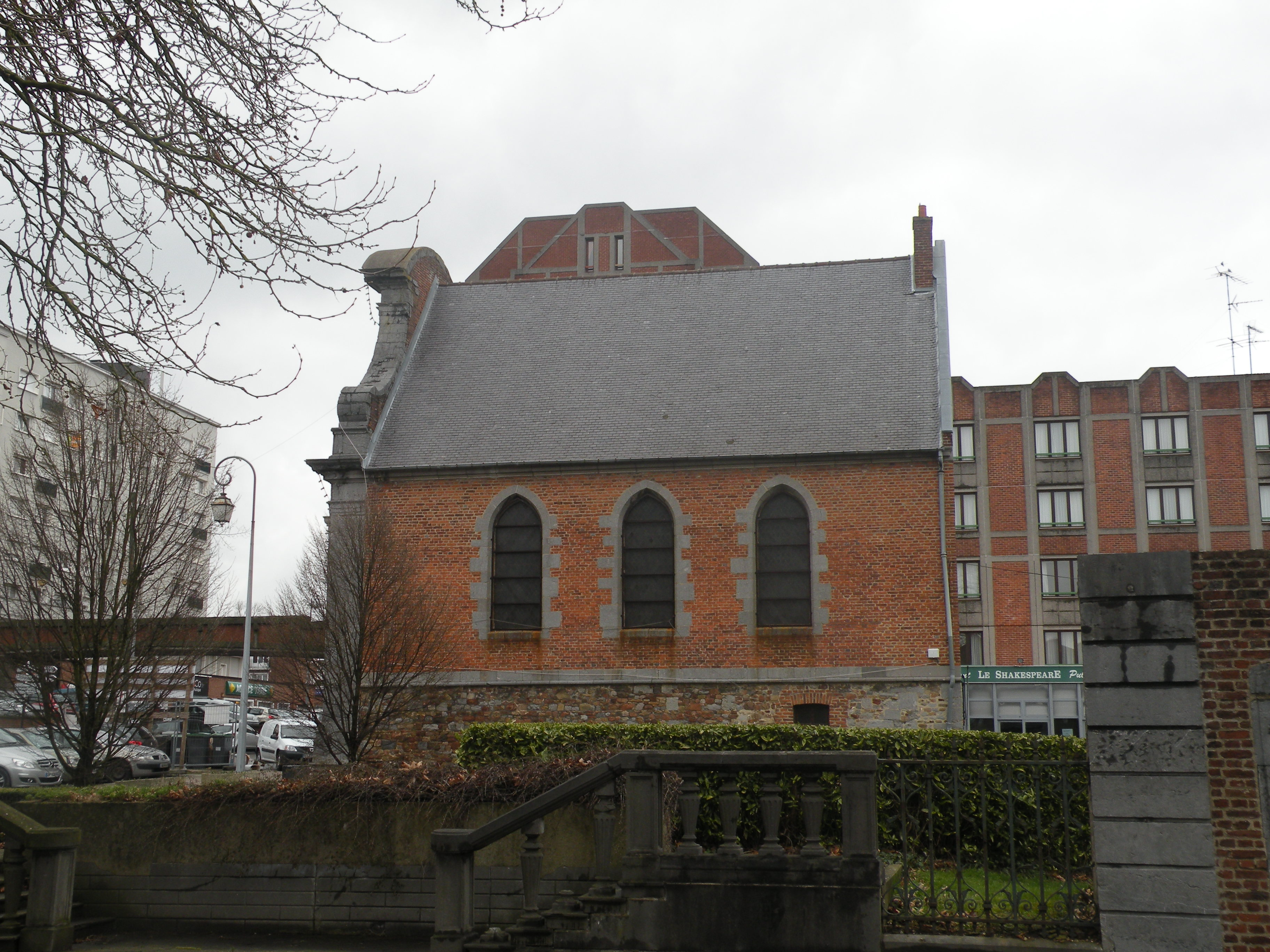
Kapelle Soeurs noires
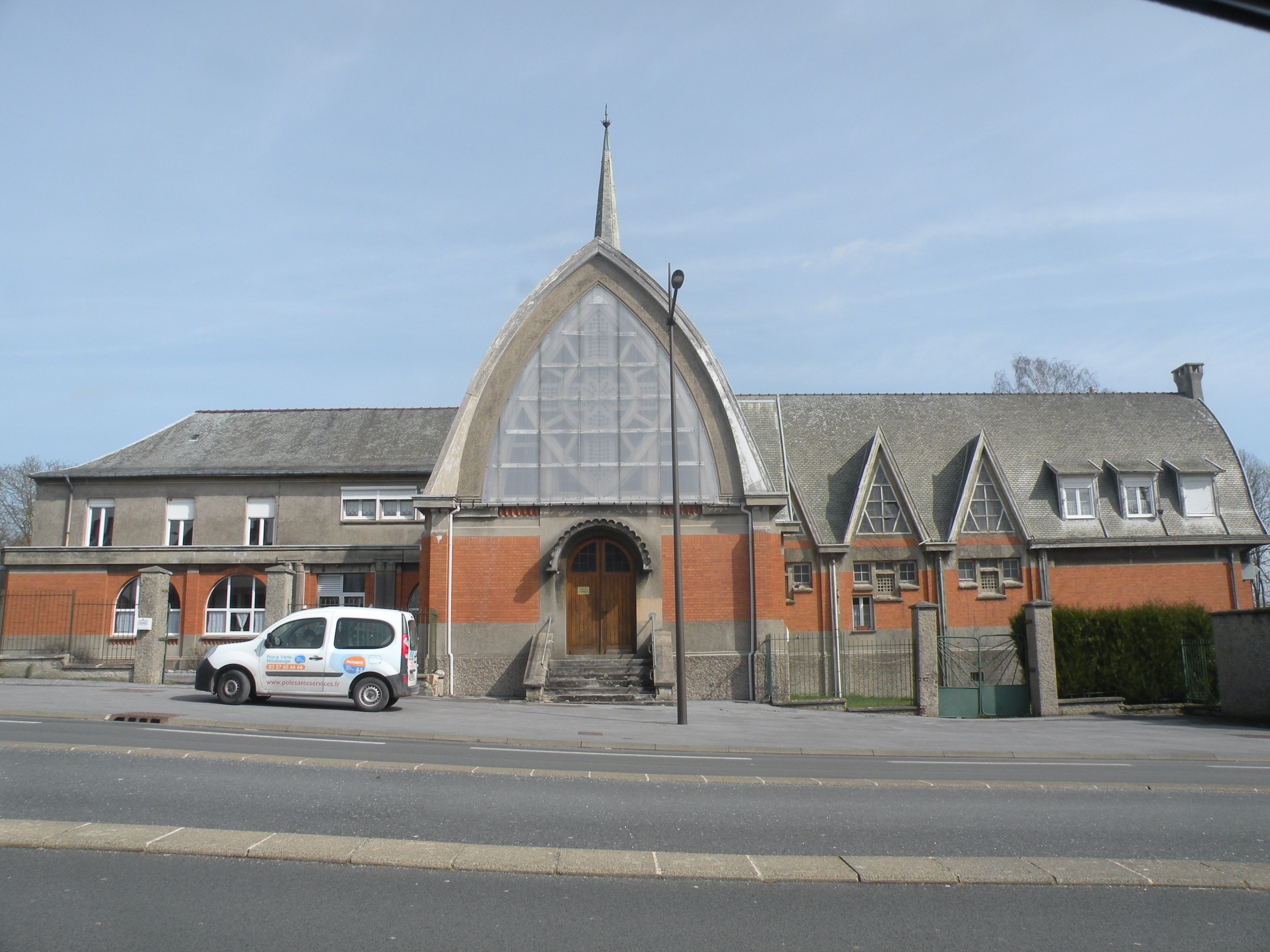
Kapelle Sainte-Dominique
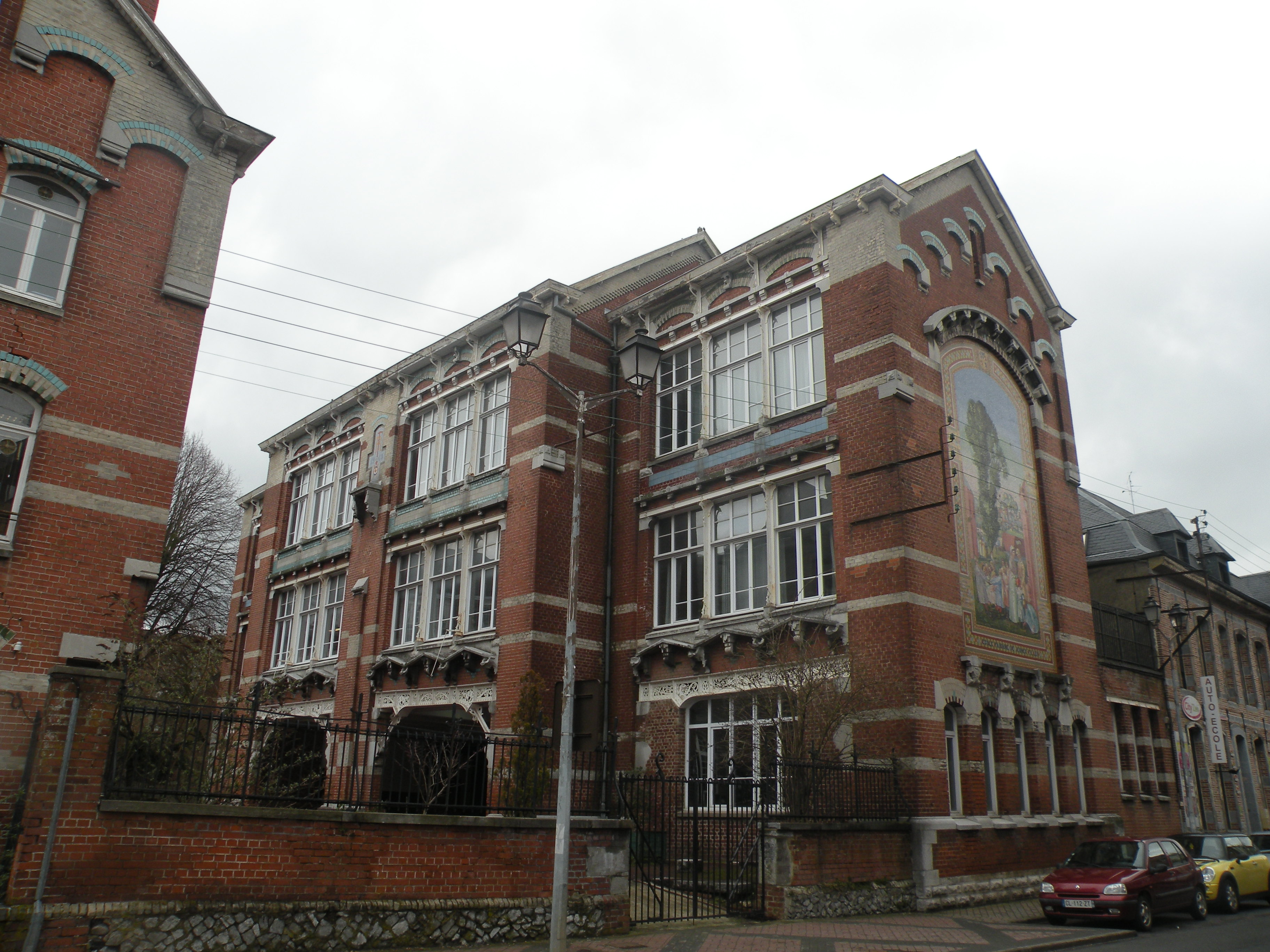
Ehemaliges Kanonikerinnen-Kapitel
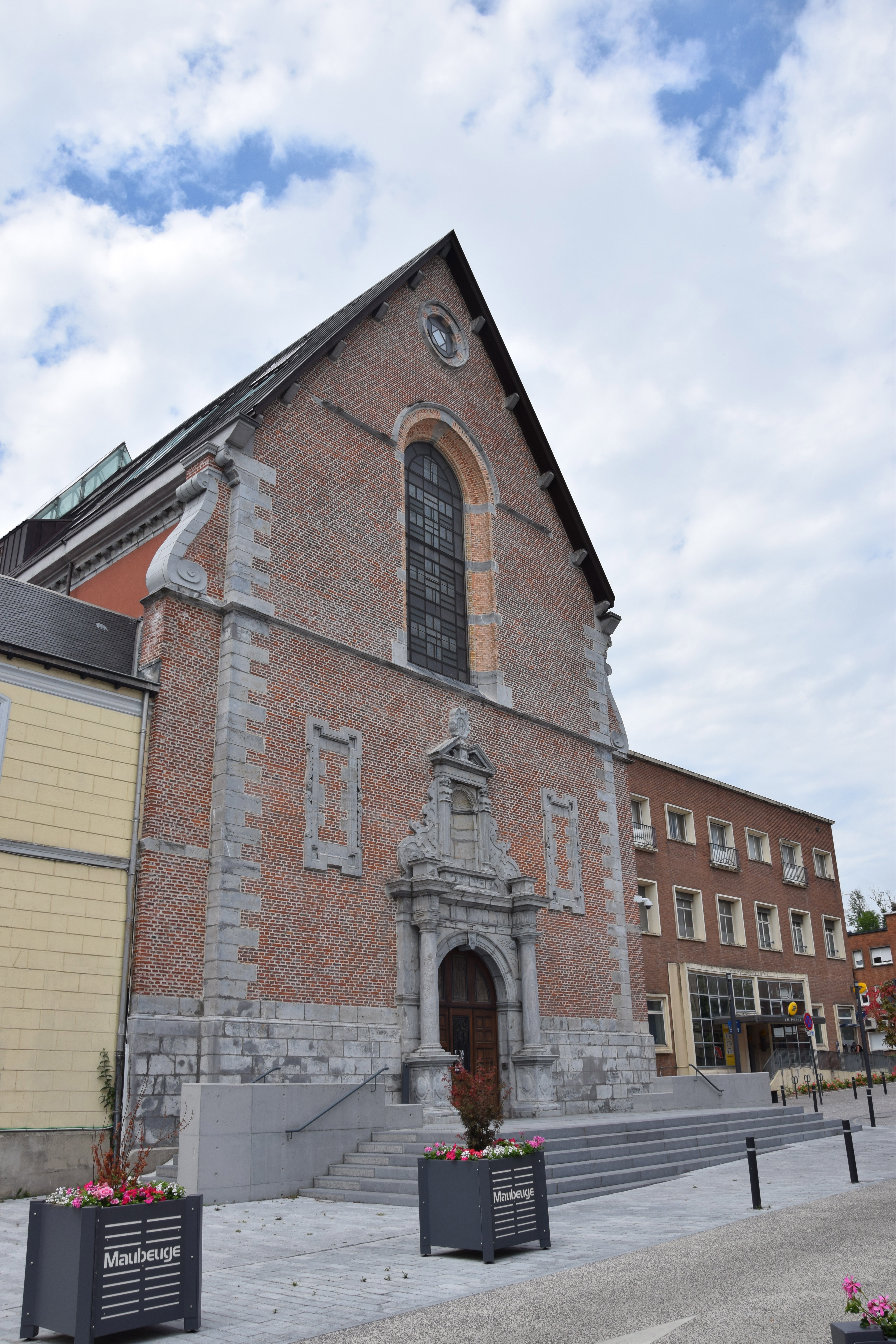
Kapelle des ehemaligen Jesuitenkollegs
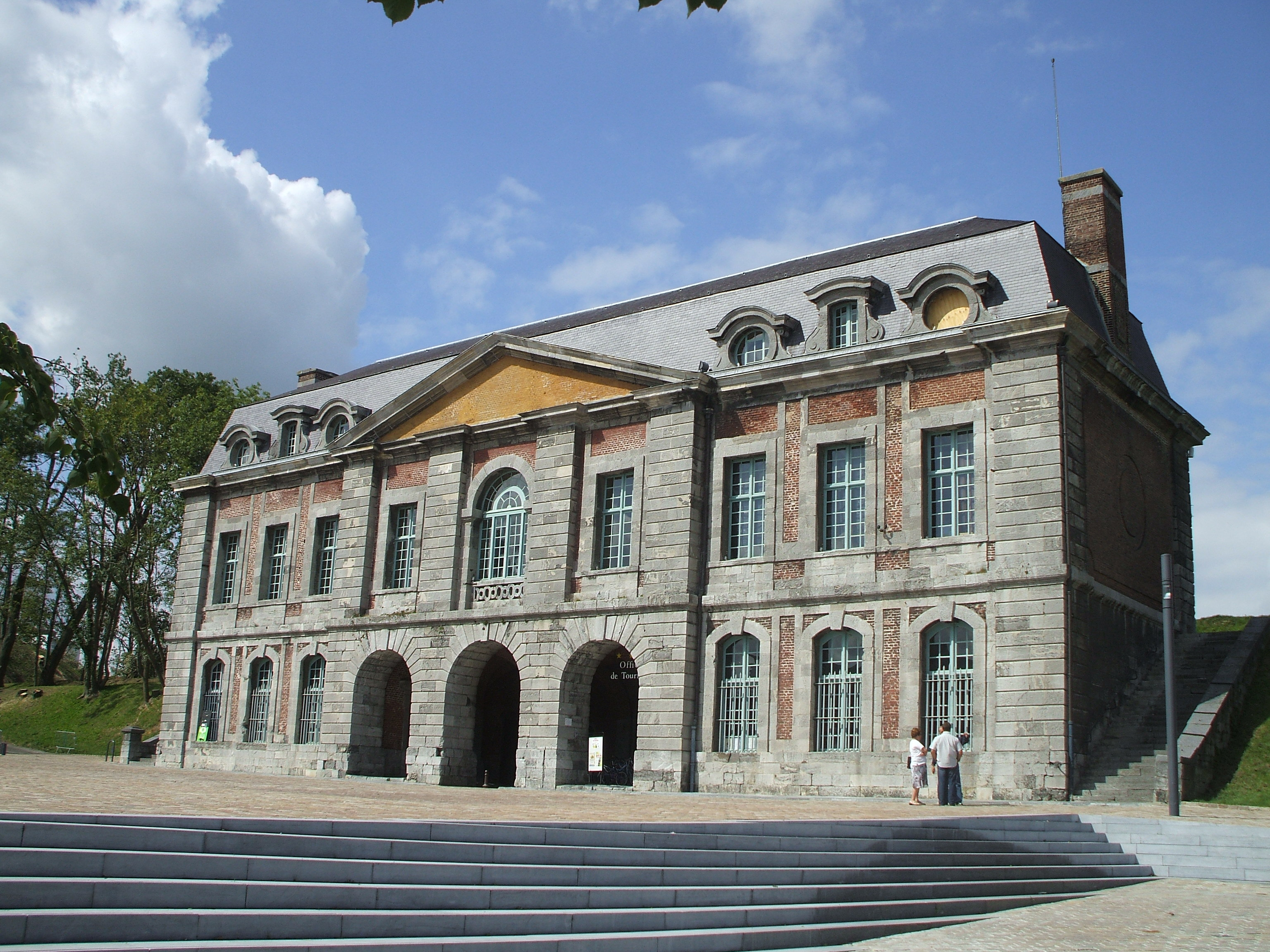
Porte de Mons, das letzte erhaltene der ehemals drei Stadttore
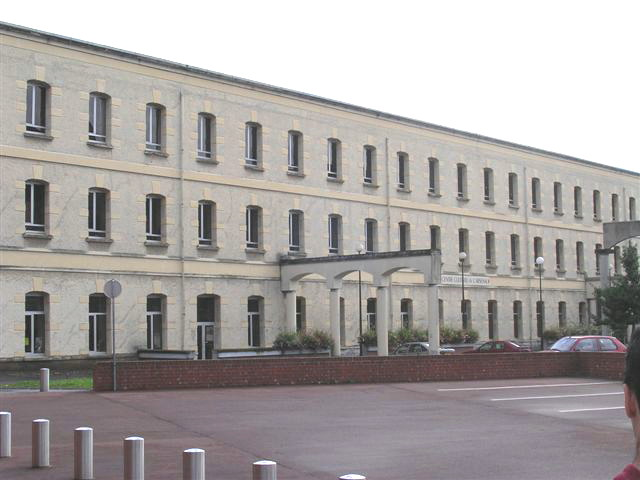
Ehemaliges Arsenal König Ludwigs VIV.
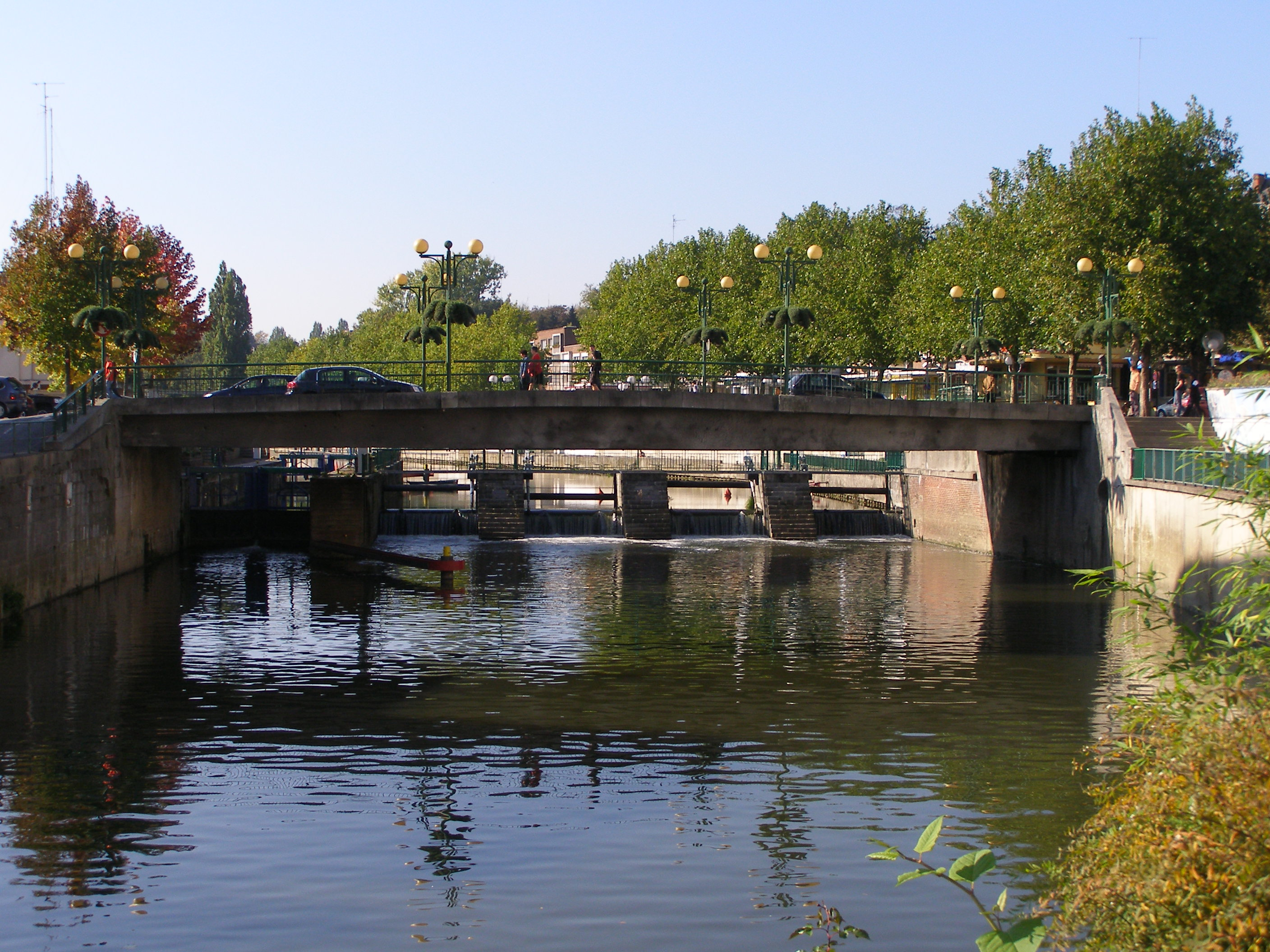
Brücke an der Sambre-Schleuse
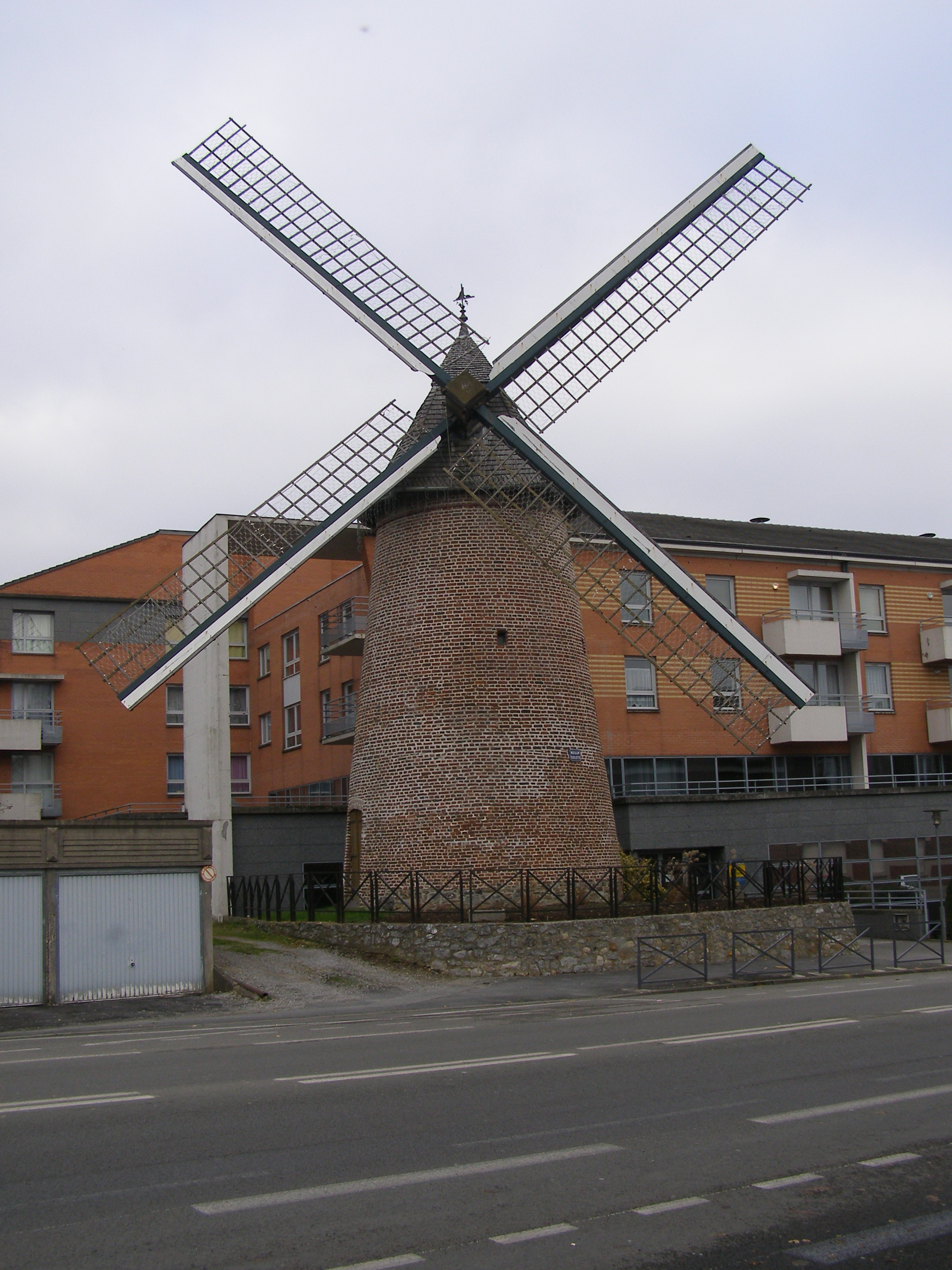
Ehemalige Tablettenmühle (Moulin à tablette)
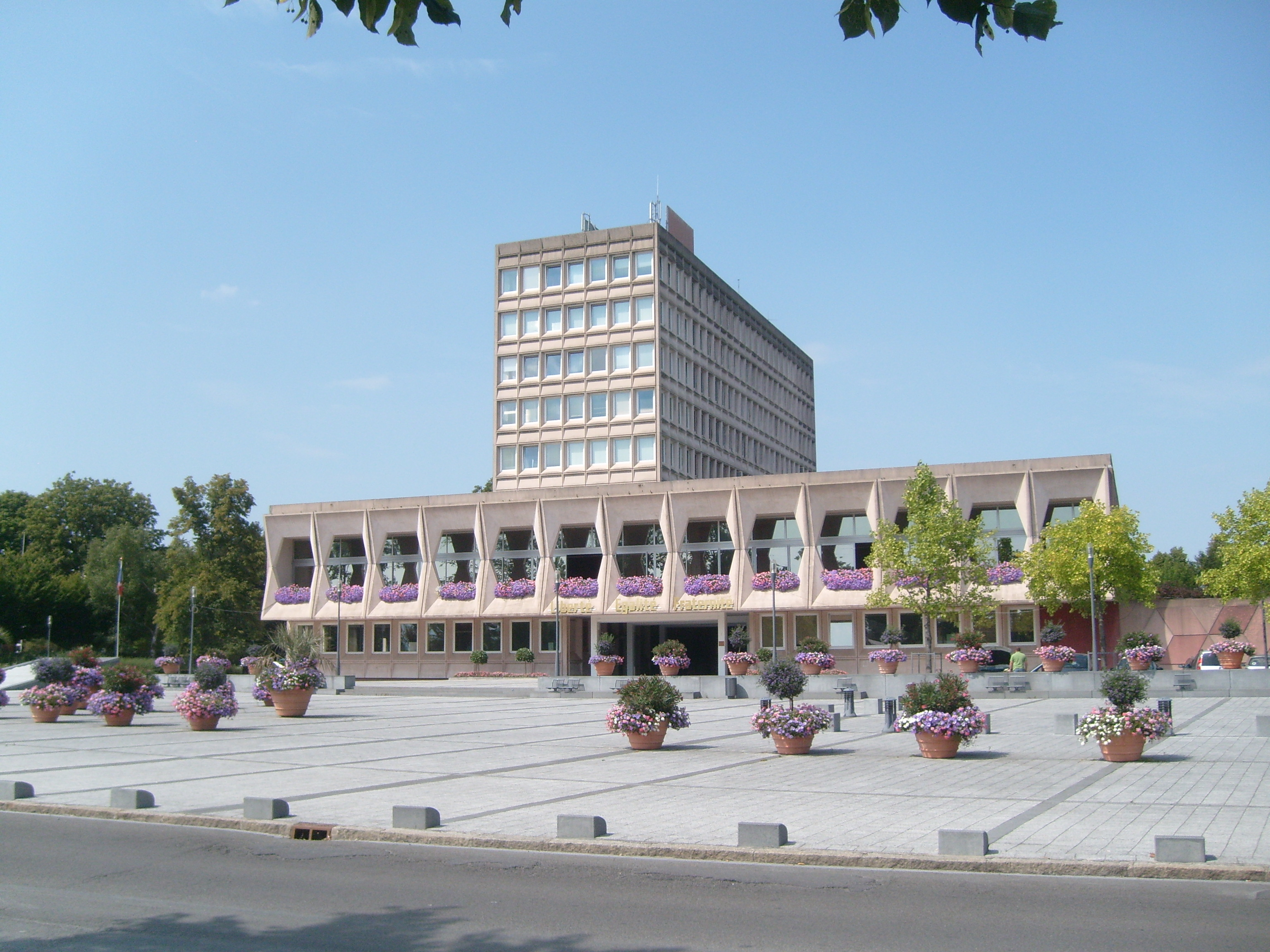
Hôtel de ville (Rathaus)
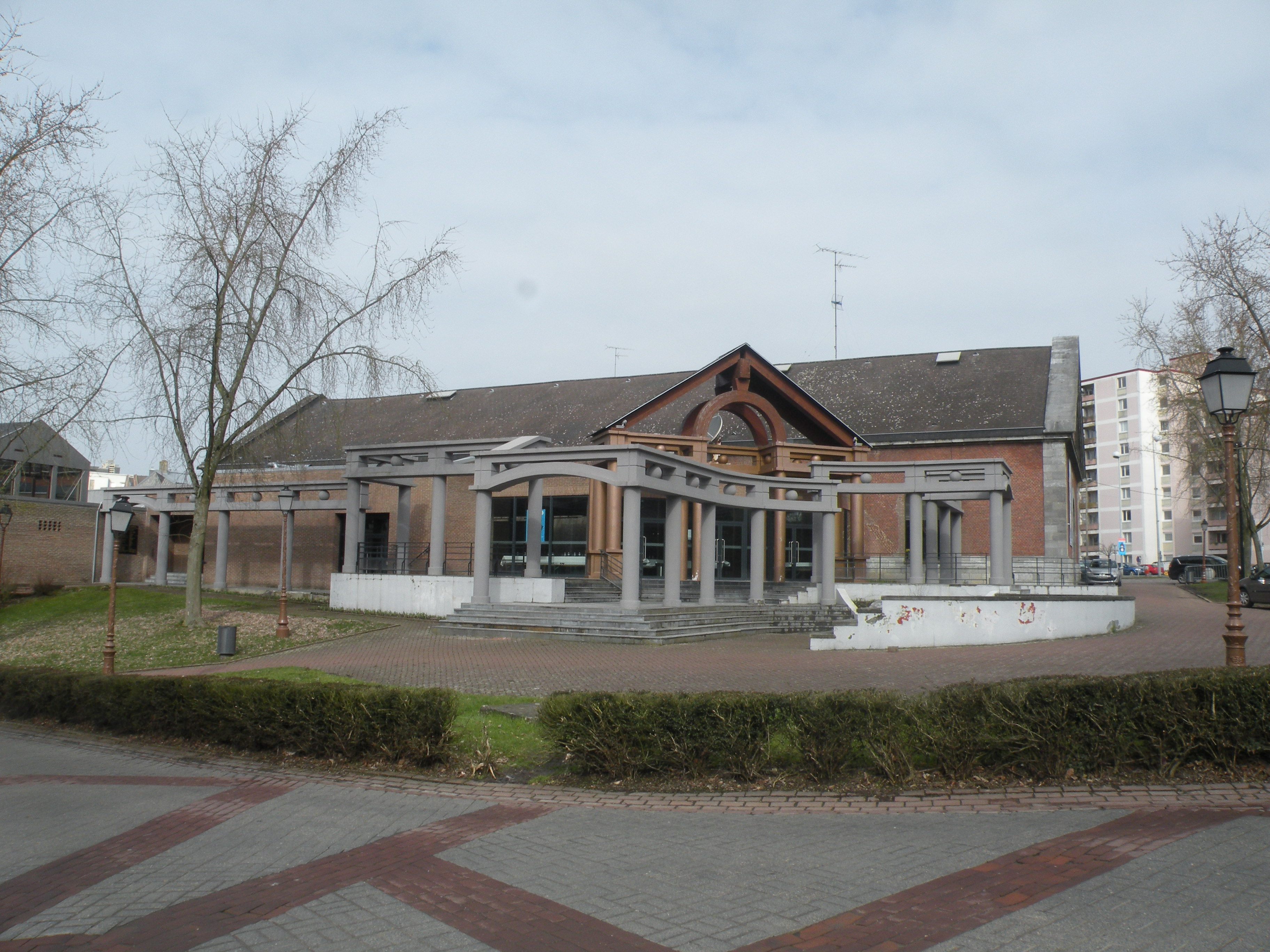
Theater Maubeuge
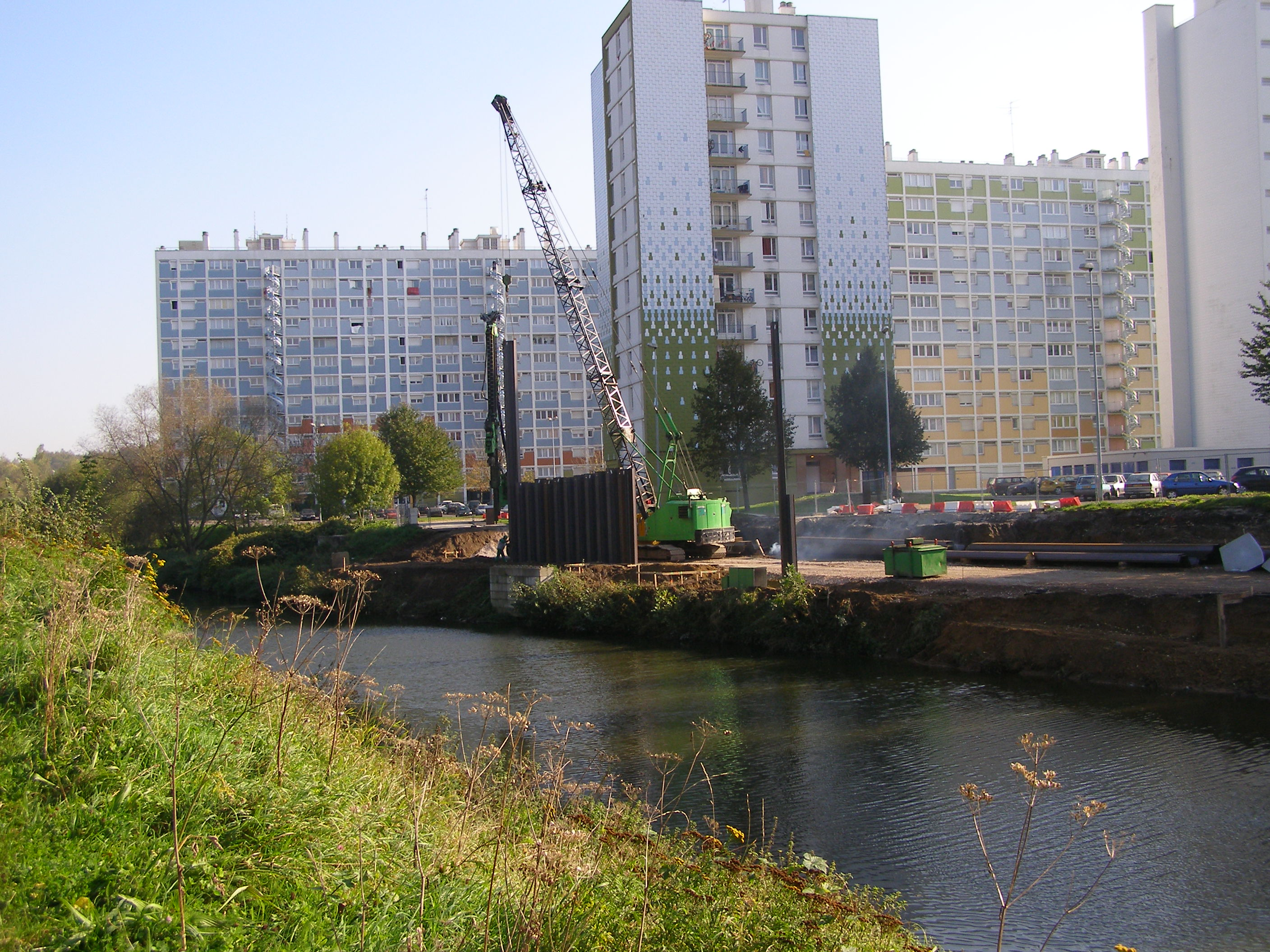
Hochhäuser am Sambre-Ufer

## Wirtschaft und Verkehr

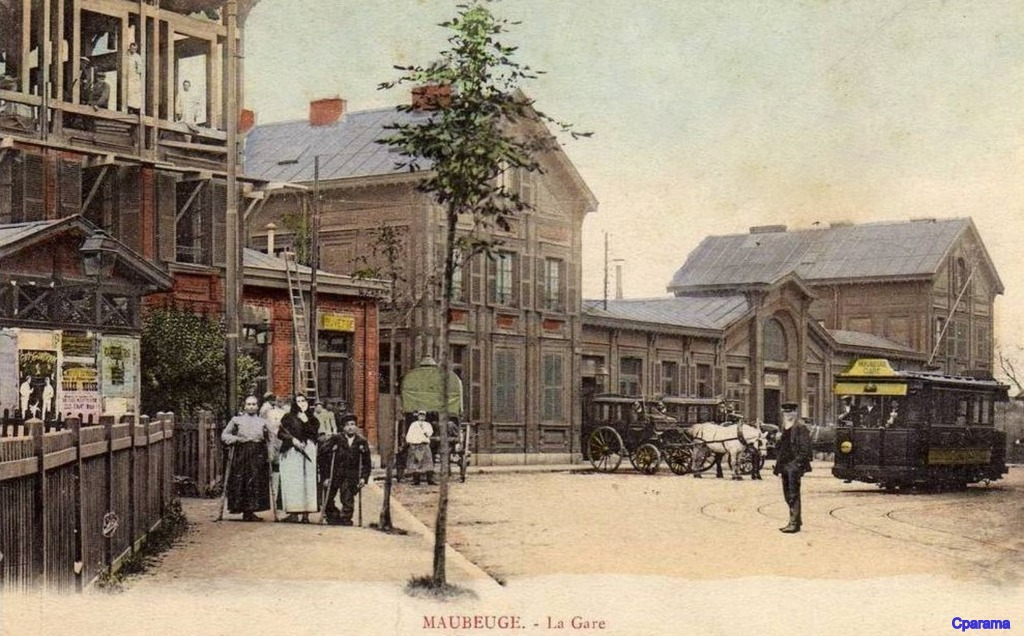
Historisches Foto eines Straßenbahntriebwagens vor dem Empfangsgebäude des Bahnhofs

Es gibt in Maubeuge bedeutende Gießereien, Schmiedebetriebe und Hochofenbetriebe sowie Hersteller von Werkzeugmaschinen und Porzellan. Nahe Maubeuge findet sich ein Renault-Werk (Maubeuge Construction Automobile), wo unter anderem der Renault Kangoo und in Kooperation der Mercedes-Benz Citan und der Nissan Townstar hergestellt werden. Vor 1959 wurden in Maubeuge Autobusse der Marke Chausson gebaut.
Der Bahnhof Maubeuge an der Bahnstrecke Creil–Jeumont wurde am 11. August 1855 von der Compagnie des chemins de fer du Nord eröffnet. Am 1. November 1885 ging eine Zweigstrecke nach Fourmies in Betrieb, die 1975 stillgelegt wurde. In den Jahren 1971 bis 1975 und 1979 war der Bahnhof so bedeutend, dass täglich vier lokbespannte TEE-Züge (TEE 32/33 und TEE 40/41) zwischen Paris-Nord und Hamburg-Altona dort Halt machten. Seit dem Ende der IC-Verbindung nach Namur zum 1. Januar 2019 ist Maubeuge nur noch ein Regionalbahnhof für TER-Züge des Netzes TER Hauts-de-France.
Von 1902 bis 1951 war die Stadt durch eine elektrische Straßenbahn mit der Nachbarstadt Hautmont verbunden, die ebenfalls ein Zentrum der Metallindustrie darstellt.

## Institutionen und Schulen
Die Stadt hat ein Handels-Schiedsgericht sowie ein städtisches College, eine Handelsschule und eine Berufsschule.

## Persönlichkeiten
- Nicolas Régnier (um 1588–1667), flämischer Maler, Caravaggist in Italien
- Marie-Alexandre Guénin (1744–1835), französischer Violinist und Komponist
- Christina von Brühl (1756–1816), Landschaftsarchitektin und Schriftstellerin
- Albert Prisse (1788–1856), belgischer Kriegsminister
- Paul Durin (1890–1953), Turner
- Fernand Fauconnier (1890–1940), Turner
- Émile Bouchès (1896–1946), Turner
- Orli Wald (1914–1962), kommunistische Widerstandskämpferin, sog. „Engel von Auschwitz“
- Ray Famechon (1924–1978), Boxsportler
- Christine Graeff, geborene Grob (* 1973), deutsch-französische Managerin
- Laurent Lefèvre (* 1976), französischer Radrennfahrer
- Pierre Drancourt (* 1982), belgisch-französischer Radrennfahrer
- Mehdi Terki (* 1991), französisch-algerischer Fußballspieler
- Benjamin Pavard (* 1996), französischer Fußballspieler

## Städtepartnerschaften
Maubeuge unterhält Partnerschaften mit
- Vilvoorde in Belgien,
- Ratingen in Deutschland und
- Ouarzazate in Marokko.